# Hiroshi Fushida
Hiroshi Fushida, né le 10 mars 1946 à Kyoto, est un ancien pilote automobile nippon spécialiste de courses automobiles d'endurance.

## Biographie
Sa carrière personnelle au volant en compétition s'étale entre 1967 et 1981.
Durant les années 1960 il évolue sur des GT de Toyota.
À partir de 1972, il conduit le plus souvent sur Chevron en catégorie Sport.
Il tente vainement de participer en 1975 sur Maki à deux Grand Prix de Formule 1, aux Pays-Bas (casse moteur au départ) et au Royaume-Uni (non qualifié). La même année, il est aussi cinquième du Bathurst 1000 et premier de classe C, avec Don Holland. 
Il participe aux 24 Heures du Mans en 1973, 1975 et 1981.
Durant les années 2000, il est team manager pour Dome, avant de prendre la direction du groupe en septembre 2012.

## Palmarès

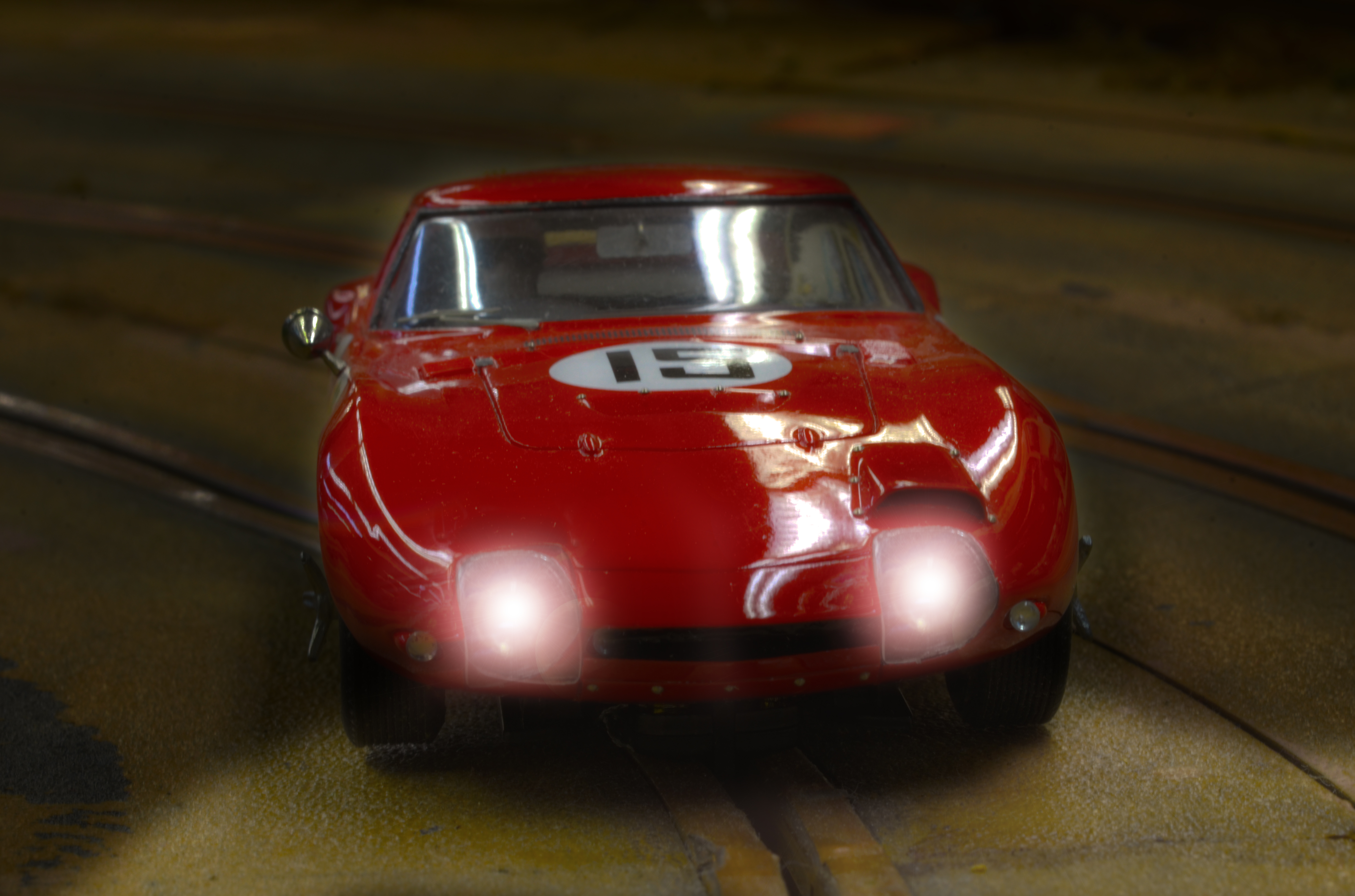
Exemple de Toyota 2000GT...

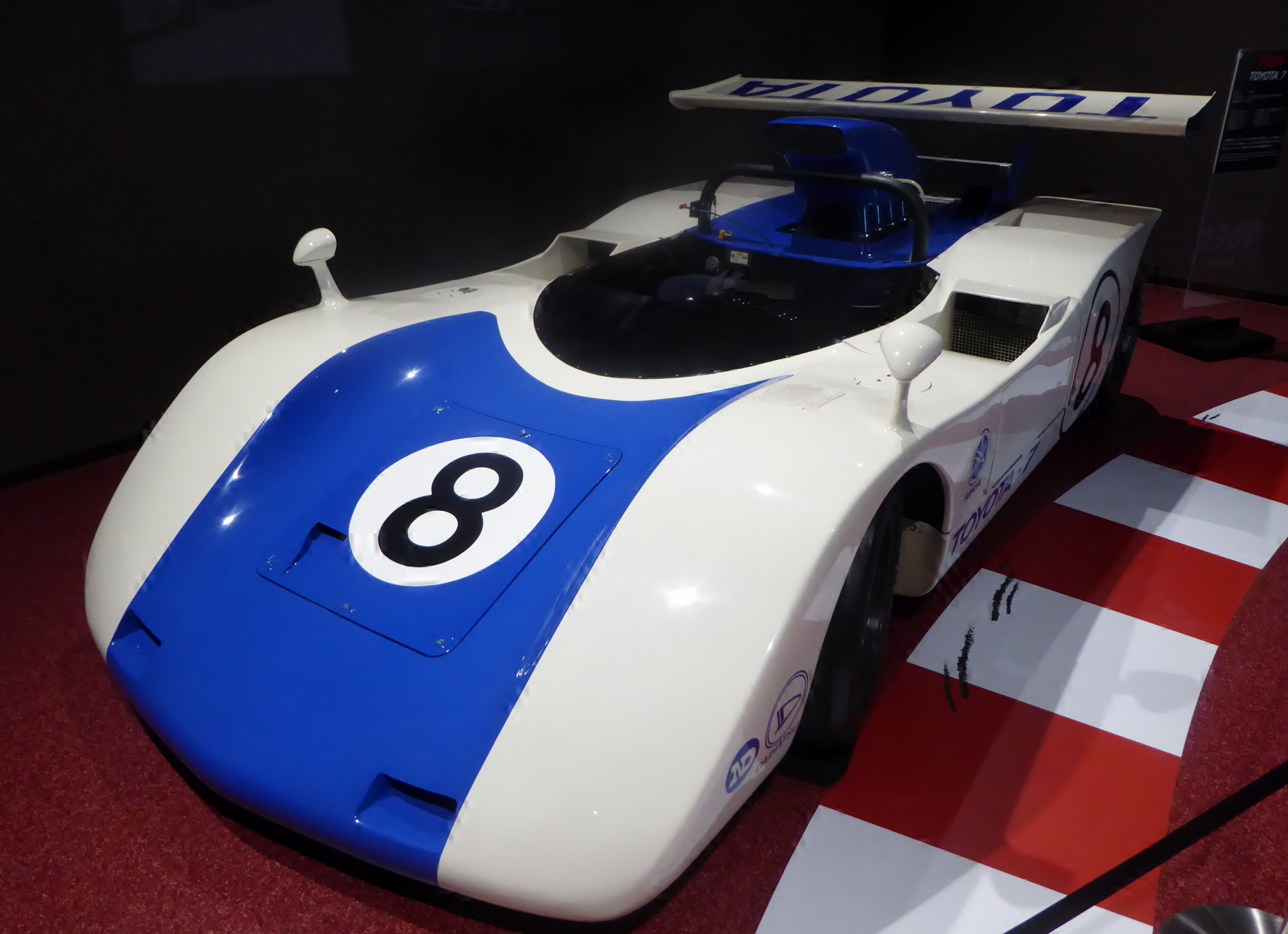
...et de Toyota 7 deuxième version (474S de 1969).

- 500 kilomètres de Suzuka 1967 (Toyota 2000 GT) et 1978 (Chevron B36, avec Fujita);
- 12 Heures de Suzuka 1967 (Toyota 2000 GT, avec Fukuzawa);
- Cinq fois vainqueur des  1 000 kilomètres de Fuji, en 1968 (Toyota 7, avec Kanie), 1969 (avec Ohtsubo), 1974 (Chevron B21, avec Takahashi), et 1979 (Chevron B36, avec Geck);
- Trois fois vainqueur des 1 000 kilomètres de Suzuka, en 1968 (Toyota 7, avec Fukusawa), 1969 (avec Ohtsubo), et 1971 (Porsche 910, avec Kawaguchi);
- 200 milles de Fuji 1974 (Chevron B21);
- 500 kilomètres de Suzuka 1980 (Chevron B36, avec Geck);
  - 2e des 500 kilomètres de Fuji en 1977 (Chevron B36), et 1981 (avec Yanagida);
  - 2e des 250 kilomètres de Fuji en 1978 (Chevron B36);
  - 2e des 300 kilomètres de Fuji en 1979 (Chevron B36);
  - 2e des 500 milles de Fuji en 1979 (Chevron B36), et 1980 (avec Misaki);
  - 2e des 1 000 kilomètres de Fuji 1981 (Chevron B36, avec Totani et Yoneyama).